# Knudsskov Enghave
Der Langdysse von Knudsskov Enghave liegt etwa 1,5 km südöstlich der Megalithanlagen im Knudsskov an der Nordseite der Straße westlich des Privathauses (Knud Skovvej Nr. 52) auf Knudshoved Odde auf der dänischen Insel Seeland.
Das nahezu Ost-West orientierte Hünenbett ist umgeben von einer fast ununterbrochenen Einfassung aus 35 Randsteinen und enthält zwei querliegende ursprünglich geschlossene Urdolmen.
Die westliche Kammer ist schmal und rechteckig, mit 3 erhaltenen Tragsteinen in situ. Der abgehobene Deckstein liegt auf dem Hügel östlich der Kammer.
Bei der östlichen Kammer ist es schwieriger zu bestimmen, wie die Kammer ursprünglich aussah.
Der Dolmen wurde 1878 unter Schutz gestellt. Es gibt keine Informationen darüber, wann der Hügel entdeckt wurde oder ob irgendwelche Funde gemacht wurden.